# 新しいミサ
新しいミサ（あたらしいみさ、英語: New Mass、イタリア語: la Nuova Messa、フランス語: la Nouvelle Messe）とは、カトリック教会において第2バチカン公会議（1962年-1965年）後の1969年に発布された、新しい典礼様式によるミサである。ノブス・オルド・ミサ、あるいは教皇パウロ6世が発布したので「パウロ6世のミサ（英・Mass of Paul VI）」とも言う。

## 概説
教皇パウロ6世は、1969年4月3日付けの使徒憲章『ミッサーレ・ロマーヌム』に署名をして「ミサの新しい式次第」（ラテン語: Novus Ordo Missae）の使用を許可した。ミサの原文はラテン語である。
新しいミサのミサ典書のラテン語典型版（Editio typica）は、発表直後の1970年に改訂され、1975年にも改訂があり、更に2002年に改訂版が出版された。

## 名称
教皇ベネディクト16世は、ローマ・ミサ典書の版の名前に従って、2007年7月7日の自発教令『スンモールム・ポンティフィクム』では「1970年に教皇パウロ6世が発布したローマ・ミサ典礼書」と呼んだ。また同教皇は「通常の形式（Forma ordinaria）」とも言った。
1976年5月24日の枢機卿会議（sacrum consistorium）で、パウロ6世自身が "Novus Ordo" が発布されたと表現しているので「新しいミサ」のことを「ノヴス・オルド」ともいう。
「現行のミサ」とも言う人もあるが、教皇ベネディクト16世は次のように言っているので、正確な言い方ではない。
「教皇ヨハネ23世の権威のもとで1962年に公布され、公会議中も使用された、公会議前のローマ・ミサ典礼書の最終版は、典礼の『特別な形式（Forma extraordinaria）』として用いることが可能です。... ミサ典礼の『特別な形式』である1962年のミサ典礼書の使用に関して、わたしは次のことに注目していただきたいと思います。すなわち、このミサ典礼書が法的な意味で廃止されたことは決してありません。したがって、このミサ典礼書は原則的にはつねに認められてきたということです。」
その理由は、「現行のミサ」というのはあたかも「教皇ヨハネ23世の権威のもとで1962年に公布され、公会議中も使用された、公会議前のローマ・ミサ典礼書」が廃止されたものであることを暗示させるからである。

## 歴史
新しいミサは、自発的に突発的に生まれてきたのではなく、約50年ほど（1920年ごろから1969年まで）の「典礼運動」と呼ばれる教会の一グループの努力によって準備されてきた。

### 典礼運動
典礼運動の初期はソレムのベネディクト大修道院長であったドン・ゲランジェの影響下のもとにあったが、次第に、将来のヨハネ23世となるロンカリ神父の友人であったランベール・ボデュアン (1873-1966)）の影響を受けていった。
ボデュアンの影響で、典礼の目的として礼拝よりも司牧の首位性が強調された。それ以前は、例えばピオ12世の『メディアトル・デイ』によれば、典礼の主要な目的は礼拝であり、司牧や信徒の教育は副次的なものとされていた。またボデュアンの影響を受けて、典礼は教会の一致のために適応すべきであるという考えが生まれた。
これら2つの目的のために、典礼運動は次のような改革を求めた。すなわちラテン語の代わりに各国語を使用すること、ことばの典礼を強調すること、司式司祭が会衆の方に向くこと、プロテスタントが受け入れることが出来ないようなカトリックのドグマを、典礼において強調しないこと、である。

### 規範ミサ「ミサ・ノルマティーヴァ」
1964年、教皇パウロ6世は、コンシリウムと呼ばれる「典礼憲章実行委員会（Consilium ad exsequendam Constitutionem de Sacra Liturgia）」を作り、典礼聖省発布の1964年9月26日付けの指針『インテル・エキュメニチ』で、典礼に大きな変更を加え、1965年から効力を持たせようとした。
更に、1967年に『典礼憲章』を実行するための第2の指針『トレス・アビンク・アンノスTres abhinc annosが出された。
1967年10月21日に、アンニバレ・ブニーニが事務長を務める典礼憲章実行委員会（コンシリウム）は、新しいミサの草案（「ミサ・ノルマティーヴァ（Missa Normativa）」つまり「規範ミサ」と呼ばれた）を完成させローマで司教会議（シノドス）に提出した。この草案は、『典礼憲章』の論理的な結論として「儀式は簡素の美を備え、簡単明瞭であり、不必要な重複を避け」（『典礼憲章』34）、「祭儀における聖書の朗読を、いっそう豊富で、変化に富み、また、より適切なものに改訂」（『典礼憲章』35）した、「より簡潔にされなければならない。時代の経過につれて重複するようになったものや、有益でもないのに付加されたものは削除され」（『典礼憲章』50）たものであった。ブニーニは、あたかも信徒たちがグレゴリオ聖歌を歌いつつも典礼様式を全く理解してこなかったし、また典礼の単なる目撃者にすぎなかったかのように主張していた。
10月26日、シノドスではミサの規範版の原案について討議が行われたが、180名の司教のうち、71名が賛成、62名が条件付賛成、4名が棄権、43名が反対であった。パウロ6世はブニーニに見直しを求め、その後ブニーニは、6回にわたってミサに新しい聖変化の言葉で3つの典文 Canon（後の「奉献文」Prex Eucharistica）を作る許可と、聖変化の言葉から「信仰の神秘」Mysterium fidei を取り除く許可を求めた。パウロ6世は同意し、ブニーニは新しい典文の聖変化の言葉と合わせて今まであったローマ典文の聖変化の言葉を変えた。

## 1970年の新しいミサ典書
教皇パウロ6世は1969年4月28日の枢機卿会議（sacrum consistorium）で、ミサの新しい式次第（Novus Ordo Missae）について予告した。同年5月2日に、4月3日付けで使徒憲章『ミッサーレ・ロマーヌム』が発表され、長い総則（Institutio generalis）と共に公にされた。
同年9月、オッタヴィアーニ枢機卿とバッチ枢機卿とは「新しいミサの批判的研究」を承認しパウロ6世への手紙にサインした。10月21日、両枢機卿はパウロ6世に新しいミサの批判的研究を提出し、新しいミサの中止を求めて次のような内容の手紙を送った。
「新しい司式は、その全体といいまたその詳細といい、トレント公会議の第22総会で宣言されたミサに関するカトリック神学から目を見張るばかりに逸脱しています。あの当時に決定的に定められた典礼様式のカノンは、この［ミサの］神秘の完全性に対して向けられた如何なる異端に対しても越えることのできない防御の壁を作っていたのです。」
「ですから、これ程の痛ましい分裂と、信仰の純粋さと教会の一致に対するますます大きくなる危機（このことは私たちの共通の父である聖下ご自身がお嘆きになったことでもあります）の時に当たって、私たちは本当に心から聖下にひたすらお願い申しあげます。聖下ご自身がかくも高く賞賛され、全カトリック世界がかくも深く愛し崇敬してきた聖ピオ5世のローマ・ミサ典書の実り豊かな完全性に私たちが続けて使用することが出来るようにその可能性を私たちから奪わないで下さい。」
パウロ6世はこの手紙と研究書を受け取ると、これらを教理聖省長官セペル枢機卿（Cardinal Seper）に送った。教理聖省は“両枢機卿によりなされた批判”の精査を行うようにと依頼した。セペル枢機卿はグート枢機卿に相談し、ブニーニに要求して新しいミサ式次第の最終的な出版を一時的に差し控え、教理聖省の神学者3名に批判研究小論を調査させることを命じた。パウロ6世は、使徒座憲章の初版には存在していなかった「この憲章に規定したことは、本年の11月30日待降節第1主日より発効するものとします」という22語を、密かに付け加えていた。他方で、Nostra haec autem statua et praescripta nunc et in posterum firma et efficacia esse et fore volumus.（上記の規定と決定とが今も将来にも確定され、効力を持つものであることを望みます。）と自分の意志を表明したが、この規定は聖変化の言葉の新しい形式についてのみ関わることであったので、パウロ6世は「真に法律上の意味合いにおいて、間違いなく御自分のミサ典書の義務化をお望みにはなってはいなかった」と言える。
11月3日、署名のないの通達がオッセルヴァトーレ・ロマーノ紙に現れ、イタリア司教団の通達として1969年11月30日から新しいミサの式次第に従ってミサを行うべしと書かれていた。しかし、この通達について尋ねられると、イタリア司教協議会議長ポマ枢機卿は何も知らなかったと述べた。
11月12日、教理聖省長官であるセペル枢機卿は、国務聖省を通して教皇に教理聖省の神学者3名による批判研究の分析結果を送った。これによれば「批判研究は、表面的で過大で不正確で過激で誤った命題が多数含まれている」とした。
パウロ6世は、オッタヴィアーニ枢機卿らによって批判されていたミサ典礼総則第7条を修正するように要請した。しかし、問題の総則第7条に対応している新しいミサの式次第それ自体の修正は行わなかった。そして11月19日に、新しいミサは正統であると訓話をして、10日もするとイタリアではそれが“義務”となる事を明示した。また11月26日の第2回目の訓話でパウロ6世は、この変革が「非常に大きな犠牲」であると言った。しかし、パウロ6世の新しいミサとその総則は、1969年4月3日の承認後に、何度も修正が加えられ、公式の規範版が発表されたのは、1970年3月のことであった。

## 目的
新しいミサの目的は二つある。
1. 礼拝よりも司牧の首位性
  - 第一の目的は、宣教と使徒職の必要性にミサを合わせること（礼拝よりも司牧の首位性）である。これは、第2バチカン公会議による「司祭職は宣教のためにある」に対応している。第2バチカン公会議によると、司祭の職務的司祭職は、信徒による「宣教という司祭職」を助けるためにある奉仕職とされる。（これに対してトリエント公会議では、司祭の職務的司祭職はミサ聖祭のいけにえを捧げえるためにあるとされていた。）
2. エキュメニズム
  - 第二の目的は、第2バチカン公会議の目標としていたエキュメニズムのためである。

また、パウロ6世の信頼を得て典礼憲章実行委員会（コンシリウム）の事務長として新しいミサを作るために働いた中心人物であったアンニバレ・ブニーニ神父は、自分の作った新しいミサについてこう言う。
「教会は、霊魂への愛と別れた私たちの兄弟たちが一致の道へと至るように全てをしようと言う望みとに導かれ、（プロテスタントたちにとって） 躓きや気に入らないかもしれない危険の陰とでもなるかもしれないものは全ての石を取り除いた。」
また、オッセルヴァトーレ・ロマーノ紙にも、同様にこう語っている。
「私たちは私たちのカトリックの祈りから、カトリックの典礼から、別れた兄弟達、つまりプロテスタントたちにとって、躓きの陰となるかもしれないものは全て取り除かなければならない。」
ローマ教皇庁の公式資料のフランス語版であるドキュマンタシオン・カトリック（Documentation Catholique）の表紙には、「新しいミサを一緒に作ったオブサーバーの6人のプロテスタントの牧師らが、パウロ6世とともに写っている写真」が掲載されたことがある。オブサーバーとして積極的に働いたテゼのマックス・チュリアンは新しいミサについて次のように述べた。「この新しくなったミサにおいて、福音派のプロテスタントたちを困らせるようなものは全くない。」

## 新しいミサで変更された主な点
新しいミサによる最も大きな変更は、それまでラテン語でのみ執り行われていたミサ式文を、各国の言語で執り行われるようになったことである。
それ以前に、教皇ピオ12世は典礼の大切さを強調し、1947年の回勅『メディアトル・デイ』では「複数の典礼儀式で母国語の使用が会衆にとって有益であるかも知れない」ことを示唆しつつ、同時に俗語の使用の許可はローマ教皇庁のみが持つとした。ピオ12世は、聖土曜日の復活の徹夜祭における洗礼の約束の更新を各国語ですることを許可したことがある。
第2バチカン公会議では、1963年12月4日『典礼憲章』（Sacrosanctum Conciliumが発表されたが、それによると、『典礼憲章』36 §1には原則として「ラテン語の使用は、ラテン典礼様式において遵守される」とある。また『典礼憲章』36 §2によれば、「国語の使用も可能である」と定められた。とはいえ、原則はラテン語の遵守であり、国語訳の使用は認可の下になされるべきものとされたが、現実には、世界中で各国語で新しいミサが捧げられるようになった。ただし原則は、司祭はいつ、どこでもラテン語でミサをすることが許されている。

### 廃止された点
- 以前の奉献文（Offertorium）のほとんどの祈りが廃止された。

### 省略された点
- 多くの十字架の印、跪き、イエズスの名前における会釈、聖体を触れた後での指の清めなどが省略された。
- ミサにおける司祭の個人的な祈りは省略された。
- 以前まで3枚であった祭壇布が1枚に省略され、聖遺物を置く義務も省略され、名前も「祭壇 altare」から「食卓 mensa」に変わった。

### 変更された点
- 聖変化の言葉が変更され、聖変化が歴史的叙述となった。
- 司式司祭の個人的な行為よりも、信徒の司祭職による記念に強調が移行した。

### 追加された点
- 今まで唯一であったローマ・カノン（典文）に加えて3つの別の奉献文（Prex Eucharistica）が付け加えられた。
- 今まで女性が立ち入ることが禁止されていた至聖所で女性が典礼奉仕することが出来るようになった。

### 神学的特徴
「十字架のいけにえ」から「神の民の集会」
新しいミサでは、第2バチカン公会議の提示する新しい司祭職としての「宣教」する「神の民」が典礼を執行する。職務的司祭は、神の民の集会の座長であるが、ミサは神の民の集会であり、信徒がミサを捧げるのであって、信徒が主体的に行動すべきであるとされる。従って、総則の第7条にはこうある。
主の晩餐、またはミサは、聖なる集会の儀、すなわち「主の記念」を祝うために、司祭を座長として、一つに集まった神の民の集会である。したがって、「二人または三人が私の名によって集まるところには、私もその中にいる」（マタイ18:20）というキリストの約束は、とくに教会が、それぞれの地域で集まる時に実現される。
「贖罪のいけにえ」という概念の排除
エキュメニズムのために、新しいミサからは「贖罪のいけにえ」という概念が体系的に排除されている。マルティン・ルターに始まってプロテスタントにとって、「ミサ」はいけにえではなく晩餐であり、全て信徒は「司祭」である。新しいミサはそれに合わせた。

## 新しいミサに対する好意的評価
テゼ共同体のマックス・テュリアンは「おそらく、（新しいミサの）実りの一つは、非カトリックの共同体もカトリック教会がするのと同じ祈りで聖餐を祝うことが出来るようになることだろう。神学的にそれは可能である」と評価した。

## 新しいミサに対する批判

### ベネディクト16世
教皇ベネディクト16世は、枢機卿の頃から新しいミサについてこう語ってきた。
- 「第2バチカン公会議の典礼改革の各段階は、真のアジョルナメントであったかどうか、むしろそれは典礼の凡俗化でなかったかどうか、どこまで司牧的に賢明であったか、もしやその逆で、軽はずみではなかったか、じっくりと見ていきたい[25]。今までなされてきた合理的平準化や、漠然とした論点など、カトリック典礼を村の寄り合い並に引き下げ、くだらないレベルに低下させようとする司牧的幼稚症に対して、もっと果断に反対しなければならない。既に実行されている改革も、特に定式書に関してはこの観点から見直しがなされるべきである[26]。まさに典礼の分野において―専門家たちの研究にしろ、実際的適応にしろ―『第2バチカン公会議の真正の憲章が言っていることと、それが理解され適用されるやり方との間の差異の最も著しい一例が確かめられる[27]。時として身震いするほど陳腐で平凡な趣向によって作られた、愚鈍で退屈な公会議後のある種の典礼[27]。カトリック者にとって、典礼は共通の母国であり、自分のアイデンティティの源泉そのものである。このためにも典礼は、祭式を通じて神の聖性が顕現されるのだから、"あらかじめ設定され"、"何ものにも煩わされるもの" でなければならないのである。ところが、"規則に縛られた古くさい厳格さ" と呼ばれ、"創造性" を奪うと非難された典礼に対する反発は、典礼をも "手作り" の渦の中に巻き込んで、私たちの凡庸さに見合うものにし、凡俗化した[28]」
- 「パウロ6世のミサ典書は、司式者が典礼の中にあれこれの要素を自由に選択する或いは導入することができるということを規定しており、それ自体で誤った創造性への扉を大きく開けてしまっている[29]」
- 「教皇権力の典礼分野までの拡大のために、基本的に教皇は典礼に関して、特に教皇が公会議の決定に基づいて行為する場合は、全能であるかのような印象を与えています。この印象の結果は特に第2バチカン公会議後に目に見えています。それは典礼が与えられたものであって自分の思いのままに変えることの出来ることではないということが、西方カトリック者の意識の中から完全に消え失せてしまいました。しかし1870年第1バチカン公会議は教皇を絶対君主としてではなく、啓示された神の御言葉に従順な保護者として定義したのです。教皇の権能の正当性は、とりわけ教皇が信仰を伝えるということに縛られています。信仰の遺産への忠実さと信仰の伝達への忠実さ典礼において特別な仕方で関わってきています。いかなる権威当局も典礼を「作り上げる」ことは出来ません。教皇ご自身は典礼の同質的な発展、典礼の完全性とその同一性の永続のための謙遜なしもべに過ぎないのです[30]」
- 「第2バチカン公会議後に起こったことは、全く違うことだった。発展の実りとしての典礼の場所に、捏造された典礼が来た。私たちは、数世紀にわたる成長と発展のオーガニックな生きている過程を捨てさり、その代わりに、丁度制作過程で起こるかのように、作り上げられたものを、平凡でその場しのぎの産物を置いた。ガンバーは、真の預言者の警戒と真の証人の勇気とを持って、この捏造（falsification）に反対した。そして、彼の信じられないほど豊かな知識をもって、疲れを知らずに私たちに真の典礼の生きる充満性について教えてくれた[31]」
- 「私たちが今日経験している教会の危機は、『あたかも神が存在していないかのような（etsi Deus non daretur）』の原則に従って行われた改革の結果である典礼の崩壊が原因であると、私は確信しております[32]」
- 「多くの地域で、新しいミサ典礼書の規定が忠実に守られなかったためです。それどころか、実際に、新しいミサ典礼書が『典礼を創造的に行うこと』を正当化し、さらには要求しているとまで考えられたからです。この『典礼を創造的に行うこと』は、しばしば耐えがたいしかたで典礼をゆがめました。わたしは経験から述べています。わたしもあの希望と混乱に満ちた時期を体験したからです。そしてわたしは、典礼を勝手にゆがめることが、教会の信仰に完全なしかたで根ざした人々をどれほど深く傷つけたかを目にしてきました[33]」

### 翻訳の問題
聖変化の言葉が各国語に訳される際、ラテン語の "pro multis"（多くの人々のために）を「全ての人々のために」と訳す誤りが1967年からほぼ全世界で生じていた（ポルトガル語、ポーランド語、日本語は例外。典礼英語国際委員会 International Commission on English in the Liturgy (ICEL)による英語訳に始まった）。2006年11月、アリンゼ枢機卿はこれを訂正することを求めた。
ラテン語の翻訳から各国語に翻訳をする時は直訳ではない。「Liturgiam authenticam」においても指摘されているように多くの翻訳の問題があるとされ、日本では「日本における適応」として認可を受けるようにバチカン（教皇庁）と交渉中である。

## 日本における新しいミサ

### 日本語への翻訳
「新しいミサ」が発表されて日本語に翻訳されると「悪文なので驚いた。へんないいまわし、敬語を使わないこと」「あまりにもチグハグ」「信者でない人が味わう忘れがたい印象、信仰に導くミサの本質的なものが次第に失われていく」など、国語化されたミサ式文に寄せる不満が多く出された。「あらゆる苦情殺到の中で」日本典礼司教委員委員長である長江恵司教は1970年に「新しいミサの典礼とその意義」という講話を行い「一番悩んでいるのは言葉の問題である」「翻訳には限界があるからである」と言った。
新しいミサが導入されてからほぼ40年がたった2007年2月19日から23日まで開かれた日本司教評議会の司教総会（会長は野村司教）で一番時間がかかった問題が、典礼式文翻訳の課題であった（例えば Et cum spiritu tuoの訳、mea culpaの訳、Sursum cordaの訳など、ラテン語を使用に耐える日本語に翻訳することには困難が多い）。

### その他
1990年代以降、司教区や小教区、「手作りのミサ」、「踊るミサ」、「能を取り入れたミサ」、「あっちこっちミサ」、「南無アッバミサ」など、さまざまな形態・様式のミサが試みられている。
しかし、日本カトリック司教団は2015年6月15日に『新しい「ローマ・ミサ典礼書の総則」に基づく変更箇所』を発行して、ミサ中の動作・姿勢や歌など典礼の統一をはかって同年11月29日から実施したため、これらの新しい形態・様式のミサは事実上禁止された。

## 文献
- Davies, Michael, A Short History of the Roman Rite (ローマ典礼様式の短い歴史), Rockford (IL), TAN Publishers 1997.
- Bugnini, Annibale, The Reform of the Liturgy 1948-1975（典礼改革 1948年-1975年）. ISBN C814615716
- Gamber, Klaus, The Reform of the Roman Liturgy. Its Problems and Background（ローマ典礼の改革 その問題と背景）. Roman Catholic Books (U.S.) 1993. ISBN 978-0-912141-05-3.
- ヴィットリオ メッソーリ 著、吉向キエ 訳『信仰について ラッツィンガー枢機卿との対話』ドンボスコ社、1993年4月1日。ISBN 9784886260956。